# Moyeuvre-Grande
Moyeuvre-Grande – miejscowość i gmina we Francji, w regionie Grand Est, w departamencie Mozela.
Według danych na rok 1990 gminę zamieszkiwały 9203 osoby, a gęstość zaludnienia wynosiła 960 osób/km² (wśród 2335 gmin Lotaryngii Moyeuvre-Grande plasuje się na 35. miejscu pod względem liczby ludności, natomiast pod względem powierzchni na miejscu 624.).